# Alina Freund
Alina Freund est une actrice allemande née le 2 octobre 1997 à Munich. Elle s'est fait connaître en tenant le rôle principal du film pour enfants Lili la petite sorcière, le Dragon et le Livre magique.

## Biographie

### Carrière
Alina Freund a commencé sa carrière sous le pseudonyme Jana Tausendfreund. Dès 2004, elle fait de nombreuses apparitions dans des séries allemandes (encore inédites en France).
C'est lors de la sortie de Lili la petite sorcière, le Dragon et le Livre magique, en 2009, qu'Alina Freund devient connue en Allemagne. Lili (la petite sorcière) est l'héroïne d'une série de livres de Knister pour enfants au large succès, ce qui a assuré au film sa notoriété. Deux ans plus tard, un second film sur les aventures de Lili est tourné, Lili la petite sorcière : le voyage vers Mandolan tourné en partie en Inde. Alina Freund détient une nouvelle fois le rôle principal.
À la suite du succès du film, Alina Freund reçoit des prix comme le Goldener Spatz ainsi que l'Éléphant Blanc qui sont des nominations allemandes.
À partir de 2009, Alina Freund se met au doublage de films. 
En 2016, elle se forme auprès d'André Bolouri à la technique de jeu Meisner, créée et pratiquée par l'américain Sanford Meisner.

## Filmographie
- 2007 : 24h pour s'aimer : Jana Marek
- 2008 : Un an en hiver : Sara[9]
- 2008 : Lili la petite sorcière, le Dragon et le Livre magique : Lili
- 2011 : Lili la petite sorcière : le voyage vers Mandolan : Lili
- 2017 : Un prof pas comme les autres 3 : Inès

## Doublage
- 2009 : Les copains fêtent Noël : Mini (Kaitlyn Maher)
- 2010 : Ponyo sur la falaise : Ponyo
- 2011 : Hugo Cabret : Isabelle (Chloë Grace Moretz)
- 2014 : Noé : Na'el (Madison Davenport)
- 2014 : Si je reste : Mia Hall (Chloë Grace Moretz)
- 2015 : Vive les vacances : Adena (Catherine Missal)
- 2016 : The Nice Guys : Emily (Cayla Brady)
- 2016 : Orgueil et préjugés et zombies : Lydia Bennet (Ellie Bamber)
- 2016 : Brain on Fire : Susannah Cahalan (Chloë Grace Moretz)
- 2019 : Descendants 3 : Celia Facilier (Jadah Marie)